# Fieltro

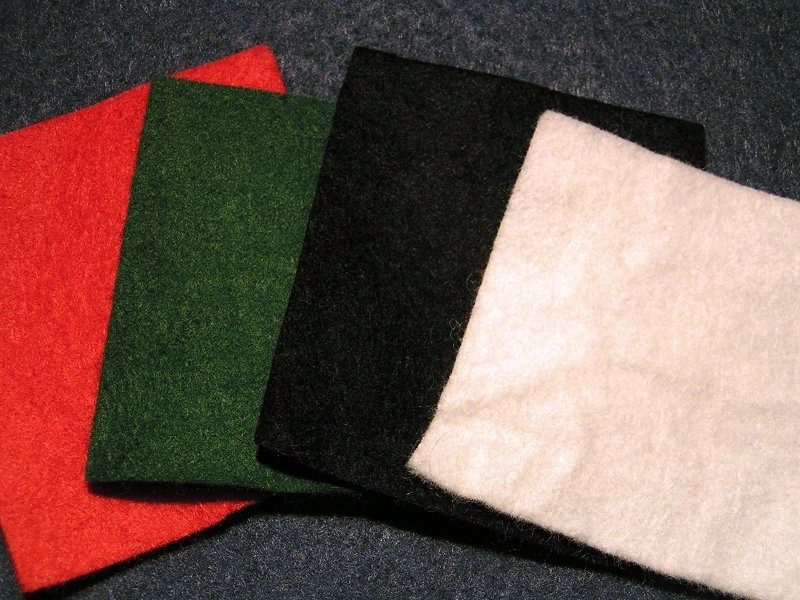
Fieltro de distintos colores.

El fieltro es un textil no tejido, en forma de lámina, cuya característica principal es que para fabricarlo no se teje, es decir, que no surge del cruce entre trama y urdimbre, como ocurre con los tejidos planos ni entrelazando un hilo como en los tejidos de punto. A menudo, presenta un revestimiento que le proporciona ciertas propiedades como impermeabilidad y resistencia al desgarro, entre otros. También puede teñirse mediante colorantes.
Para hacer fieltro se necesita conglomerar mediante vapor y presión varias capas de fibras de lana o pelo de origen animal o sintético, usando la propiedad que tienen de adherirse entre sí, de ahí que a veces sea conocido como aglomerado. El fieltro se puede moldear —por vapor y presión— para elaborar zapatillas, sombreros, etc.
Cuando el fieltro está fabricado con una mezcla de fibras de lana y rayón, resulta más suave. El proceso de fabricación de estos fieltros se basa en calor y presión únicamente.
En el ámbito de la costura, el fieltro tiene alta resistencia y la ventaja es que se trata de un material ligero y moldeable. Cuando se utiliza para faldas, chaquetas, alfombras, etc. se montan sobre un forro que le proporcione cierta estructura.

## Breve historia del material

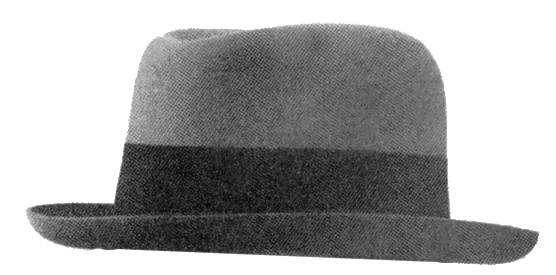
Sombrero de fieltro.

Desde la revolución industrial el fieltro se fabrica con grandes máquinas industriales, usualmente con una mezcla de fibras sintéticas y lana, además usando un método seco con agujas, donde repetidamente entran y salen de las fibras lechos de agujas con púas hasta que se mezclan y forman capas de tela.